# Liste de peintures du Caravage

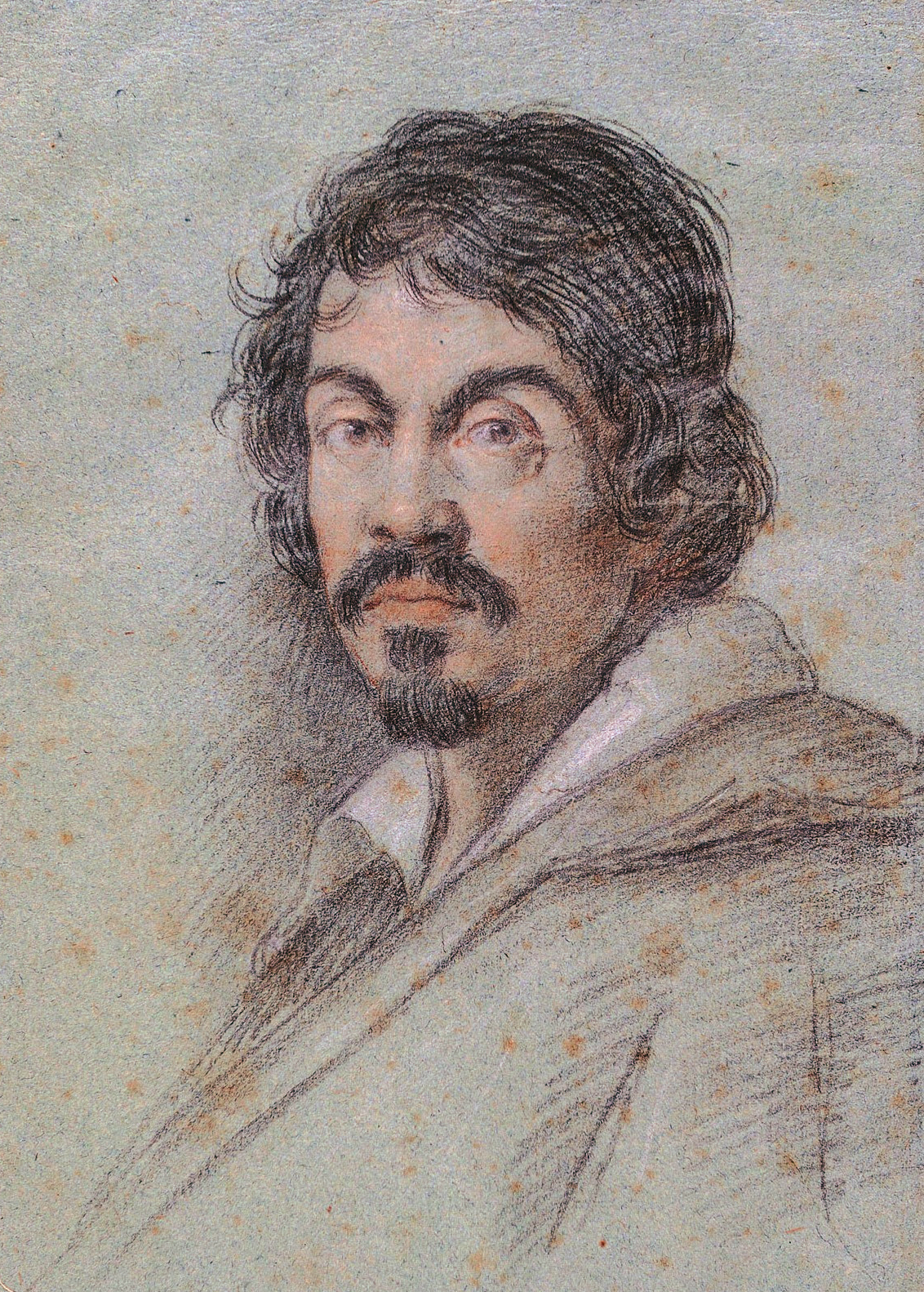
Le Caravage peint par Ottavio Leoni, vers 1621, bibliothèque Marucelliana, Florence.

Cette page établit une liste des peintures de Michelangelo Merisi da Caravaggio, dit Caravage, peintre italien né le 29 septembre 1571 à Milan et mort le 18 juillet 1610 à Porto Ercole.
Cette liste, non exhaustive, est établie selon des attributions certaines par la signature ou tenant compte des tendances générales d'experts
et classées autant que possible par ordre chronologique. Ce classement suit celui de Sybille Ebert-Schifferer, Caravage, Hazan, 2009. Pour les œuvres contestées par cet auteur les informations se réfèrent à Catherine Puglisi, Caravage, Phaidon, 2005, réimpr. 2009. Enfin deux tableaux trouvent leurs références dans Michel Hilaire, Corps et ombres, 5 Continents 2012, cité en référence au bas de cet article.

## Œuvres identifiées ou contestées

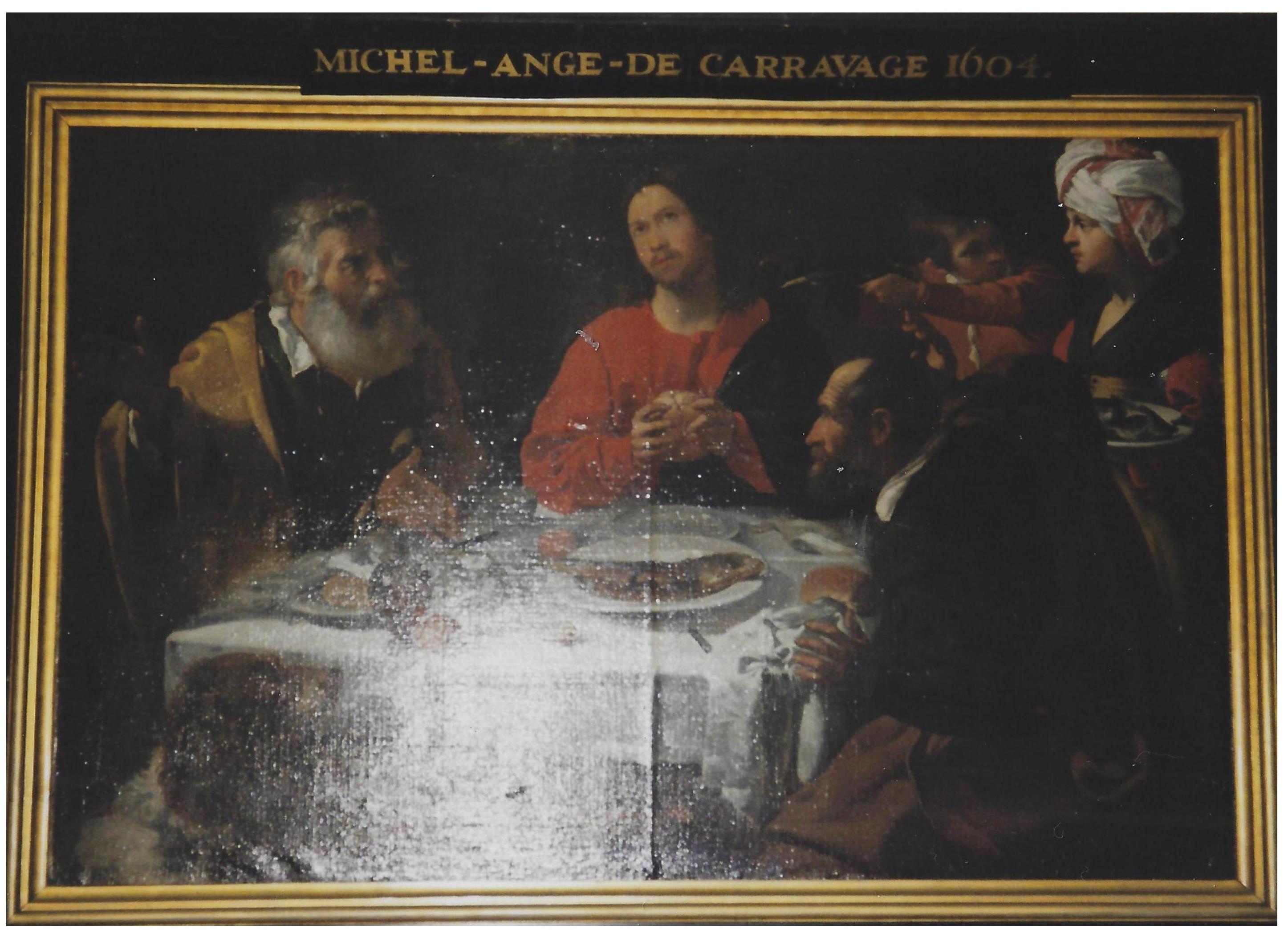
Les Compagnons d'Emmaüs ou Souper à Emmaüs, Hendrick ter Brugghen (1588–1629), anciennement attribué au Caravage, église Notre-Dame, Bruges.

| Image           | Titre | Année                                         | Caractéristiques                                                        | Lieu | Ville                           |
| --------------- | --- | --------------------------------------------- | ----------------------------------------------------------------------- | --- | ------------------------------- |
|                 | Garçon pelant un fruit (seules des copies subsistent)                                                                  | 1592 - 1593                                   | Huile sur toile, 75,5 × 64,5 cm (pour la copie de Rome représentée ici) | Collection privée | Rome                            |
|                 | Le Petit Bacchus malade                                                                                                | 1593                                          | Huile sur toile, 67 × 53 cm                                             | Galerie Borghèse | Rome                            |
|                 | Garçon à la corbeille de fruits                                                                                        | 1593-1594                                     | Huile sur toile, 70 × 67 cm                                             | Galerie Borghèse | Rome                            |
|                 | Bacchus | 1593-1594 ou plus tard (1596-1597, ou 1602 ?) | Huile sur toile, 95 × 85 cm                                             | Galerie des Offices | Florence                        |
|                 | Garçon mordu par un lézard (il existe deux versions)                                                                   | 1593-1594                                     | Huile sur toile, 66 × 49,5 cm                                           | National Gallery | Londres                         |
|                 | Madeleine repentante                                                                                                   | 1594                                          | Huile sur toile, 122,5 × 98,5 cm                                        | Galerie Doria-Pamphilj | Rome                            |
|                 | Le Repos pendant la Fuite en Égypte                                                                                    | 1594                                          | Huile sur toile, 133,5 × 166,5 cm                                       | Galerie Doria-Pamphilj | Rome                            |
|                 | La Diseuse de bonne aventure (première version)                                                                        | 1594                                          | Huile sur toile, 99 × 131 cm                                            | Musée du Louvre | Paris                           |
|                 | L'Extase de saint François                                                                                             | 1594                                          | Huile sur toile, 92,5 × 128,4 cm                                        | Wadsworth Atheneum | Hartford (Connecticut)          |
|                 | Les Tricheurs ou Les Joueurs de carte                                                                                  | 1594 - 1595                                   | Huile sur toile, 94,3 × 131,1 cm                                        | Kimbell Art Museum | Fort Worth                      |
|                 | La Diseuse de bonne aventure (seconde version)                                                                         | 1595                                          | Huile sur toile, 116 × 152 cm                                           | Musées du Capitole | Rome                            |
|                 | Les Musiciens ou Le Concert                                                                                            | 1595                                          | Huile sur toile, 92 × 118,5 cm                                          | Metropolitan Museum of Art | New York                        |
|                 | Le Joueur de luth (première version)                                                                                   | 1595-1596                                     | Huile sur toile, 94 × 119 cm                                            | Musée de l'Ermitage | Saint-Pétersbourg               |
|                 | Corbeille de fruits | 1595-1596                                     | Huile sur toile, 46 × 64 cm                                             | Pinacothèque Ambrosienne | Milan                           |
|                 | Le Joueur de luth (deuxième version) Cette version est parfois considérée comme la première.                           | 1596                                          | Huile sur toile, 96 × 121 cm                                            | Badminton House | Gloucestershire                 |
|                 | Narcisse (attribution, refusé par Ebert-Schifferer. attribué à Spadarino (Papi, 1991) / Puglisi 2007 no 15.            | vers 1597 (?)                                 | Huile sur toile, 110 × 92 cm                                            | Galerie nationale d'art ancien | Rome                            |
|                 | Le Joueur de luth (troisième version)                                                                                  | 1596                                          | Huile sur toile, 100 × 126,5 cm                                         | "Le tableau ne figure pas dans la collection du Metropolitan Museum of Art (MET). Sa situation est confuse mais il semble qu'il appartienne à la collection Wildenstein cf. ww.lepoint.fr/societe/proces-wildenstein-mais-a-qui-appartient-ce-joueur-de-luth-signe-caravage-05-10-2016-2073758_23.php#11." | "Suisse ?"                      |
|                 | Marthe et Marie Madeleine                                                                                              | 1597-1598                                     | Huile sur toile, 100 × 134,5 cm                                         | Institute of Arts | Detroit                         |
|                 | Sainte Catherine d'Alexandrie                                                                                          | 1598 env.                                     | Huile sur toile, 173 × 133 cm                                           | Collection Thyssen-Bornemisza | Madrid                          |
|                 | Méduse | 1597 - 1598                                   | Huile sur cuir marouflé, diamètre 55,5 cm                               | Musée des Offices | Florence                        |
|                 | Saint Jean-Baptiste (attribution très contestée, serait plutôt de la main de Bartolomeo Cavarozzi. Puglisi 2007 no 16) | v. 1597 - 1598                                | Huile sur toile, 169 × 112 cm                                           | Musée du trésor de la cathédrale | Tolède, Espagne                 |
|                 | Le Sacrifice d'Isaac                                                                                                   | 1597 - 1598                                   | Huile sur toile, 104 × 135 cm                                           | Musée des Offices | Florence                        |
|                 | La Vocation de saint Pierre et saint André ( considéré comme une copie (?). Puglisi 2007 no 17)                        | 1597 - 1598                                   | Huile sur toile, 260 × 250 cm                                           | Royal Collection, château de Hampton Court | Londres                         |
|                 | Le Sacrifice d'Isaac (attribution, manière de Bartolomeo Cavarozzi. Puglisi 2007 no 18)                                | ( vers 1597 - 1598 )                          | Huile sur toile, 116 × 173 cm                                           | Piasecka-Johnson Collection | Princeton                       |
|                 | David et Goliath (attribution)                                                                                         | 1598 - 1599                                   | Huile sur toile, 110 × 91 cm                                            | Musée du Prado | Madrid                          |
|                 | Jupiter, Neptune et Pluton                                                                                             | 1599                                          | Huile sur plâtre, 300 × 180 cm                                          | Villa Ludovisi | Rome                            |
|                 | Saint Matthieu et l'Ange (1re version) (détruite)                                                                      | 1599                                          | Huile sur toile, 232 × 183 cm                                           | Détruite dans un incendie en mai 1945 | Berlin                          |
|                 | Le Martyre de saint Matthieu                                                                                           | 1599 - 1600                                   | Huile sur toile, 323 × 343 cm                                           | Chapelle Contarelli, église Saint-Louis-des-Français | Rome                            |
|                 | La Vocation de saint Matthieu                                                                                          | 1600                                          | Huile sur toile, 323 × 343 cm                                           | Chapelle Contarelli, église Saint-Louis-des-Français | Rome                            |
|                 | La Nativité avec saint François et saint Laurent (volé en 1969)                                                        | 1600                                          | Huile sur toile, 298 × 197 cm                                           | Oratoire San Lorenzo | Palerme, Sicile                 |
|                 | David avec la tête de Goliath                                                                                          | 1600-1601                                     | Huile sur toile, 90,5 × 116,5 cm                                        | Kunsthistorisches Museum | Vienne (Autriche)               |
|                 | Nature morte aux fleurs et fruits (Ancienne attribution. Non documentée dans les sources utilisées pour cette liste.)  | 1601 ?                                        | Huile sur toile, 105 × 184 cm                                           | Galerie Borghèse | Rome                            |
|                 | La Conversion de saint Paul 1re version                                                                                | 1600 - 1601                                   | Huile sur bois de cyprès, 237 × 189 cm                                  | Collection Odescalchi | Rome                            |
|                 | Le Souper à Emmaüs (première version)                                                                                  | 1601                                          | Huile sur toile, 141 × 196 cm                                           | National Gallery | Londres                         |
|                 | Portrait d'une courtisane ou Portrait de Fillide Melandroni                                                            | Après 1601                                    | Huile sur toile, 66 × 53 cm                                             | Conservé au Kaiser-Friedrich-Museum (actuel Bode-Museum), disparu depuis mai 1945. | Berlin                          |
|                 | L'Amour victorieux (Amor Vincit Omnia)                                                                                 | 1601 - 1602                                   | Huile sur toile, 154 × 110 cm                                           | Gemäldegalerie | Berlin                          |
|                 | Judith et Holopherne                                                                                                   | 1599-1602                                     | Huile sur toile, 145 × 195 cm                                           | Galerie nationale d'art ancien | Rome.                           |
|                 | Saint Matthieu et l'Ange                                                                                               | 1602                                          | Huile sur toile, 292 × 186 cm                                           | Chapelle Contarelli, église Saint-Louis-des-Français | Rome                            |
|                 | Le Jeune Saint Jean-Baptiste au bélier                                                                                 | 1602                                          | Huile sur toile, 129 × 94 cm                                            | Version de la Galerie Doria-Pamphilj, Rome Autre version aux Musées du Capitole | Rome                            |
|                 | L'Arrestation du Christ                                                                                                | 1602                                          | Huile sur toile, 133,5 × 169,5 cm                                       | National Gallery of Ireland | Dublin                          |
|                 | Le Couronnement d'épines (deuxième version)                                                                            | 1602 - 1603                                   | Huile sur toile, 127 × 165 cm                                           | Kunsthistorisches Museum | Vienne, Autriche                |
|                 | Nature morte aux fruits (attribution très contestée. Puglisi 2007 no 45)                                               | 1603 (?)                                      | Huile sur toile, 87 × 135 cm                                            | Collection particulière. |                                 |
| Image manquante | Le Christ au Jardin (attribution)                                                                                      | 1603                                          | Huile sur toile, 154 × 222 cm                                           | Collection privée |                                 |
|                 | Saint Jean-Baptiste (attribution très contestée. Puglisi 2007 no 47)                                                   | 1603 - 1604                                   | Huile sur toile, 94 × 131 cm                                            | Galerie nationale d'art ancien | Rome                            |
|                 | L'Incrédulité de saint Thomas                                                                                          | vers 1603                                     | Huile sur toile, 107 × 146 cm                                           | Galerie des Offices | Florence                        |
|                 | Portrait de Maffeo Barberini                                                                                           | 1597-1603                                     | Huile sur toile, 124 × 99 cm                                            | Collection privée | Florence                        |
|                 | Saint François en méditation                                                                                           | vers 1603 (?)                                 | Huile sur toile, 128 × 97 cm                                            | Galerie nationale d'art ancien | Rome                            |
|                 | La Mise au tombeau | 1603 - 1604                                   | Huile sur toile, 300 × 203 cm                                           | Pinacothèque des Musées du Vatican | Rome                            |
|                 | Saint Jean-Baptiste dans le désert                                                                                     | vers 1604                                     | Huile sur toile, 172,5 × 104,5 cm                                       | Nelson-Atkins Museum of Art | Kansas City                     |
|                 | La Conversion de saint Paul 2e version                                                                                 | vers 1604                                     | Huile sur toile, 230 × 175 cm                                           | Chapelle Cerasi, Église Santa Maria del Popolo | Rome                            |
|                 | Le Crucifiement de saint Pierre                                                                                        | vers 1604                                     | Huile sur toile, 230 × 175 cm                                           | Chapelle Cerasi, Église Santa Maria del Popolo | Rome                            |
|                 | La Madone des pèlerins ou La Madone de Lorette                                                                         | 1604 - 1605                                   | Huile sur toile, 260 × 150 cm                                           | Basilique Saint-Augustin | Rome.                           |
|                 | Le Couronnement d'épines                                                                                               | Vers 1604 - 1605                              | Huile sur toile, 125 × 178 cm                                           | Cassa di Risparmi e Depositi | Vicence (anciennement à Prato ) |
|                 | Le Christ au Mont des Oliviers ( attribution ) ( détruit ou disparu en 1945 )                                          | 1604 - 1606                                   | Huile sur toile, 154 × 222 cm                                           | Anciennement Kaiser Friedrich Museum, Gemäldegalerie | Berlin                          |
|                 | La Madone du rosaire                                                                                                   | 1604 - 1605                                   | Huile sur toile, 364,5 × 249,5 cm                                       | Kunsthistorisches Museum | Vienne, Autriche                |
|                 | La Mort de la Vierge                                                                                                   | 1605 - 1606                                   | Huile sur toile, 369 × 245 cm                                           | Musée du Louvre | Paris                           |
|                 | Saint Jérôme en méditation (attribution)                                                                               | 1605 - 1606                                   | Huile sur toile, 118 × 81 cm                                            | Abbaye de Montserrat | Espagne                         |
|                 | La Madone des palefreniers ou La Madone au serpent                                                                     | 1606                                          | Huile sur toile, 292 × 211 cm                                           | Galerie Borghèse | Rome                            |
|                 | La Sainte Famille avec saint Jean-Baptiste (attribution) (Reflet d'un original perdu ?)                                | 1605 - 1606                                   | Huile sur toile, 116 × 94 cm                                            | Gemäldegalerie | Berlin                          |
|                 | Saint Jérôme écrivant (première version)                                                                               | 1606                                          | Huile sur toile, 112 × 157 cm                                           | Galerie Borghèse | Rome                            |
|                 | Saint François en méditation sur le crucifix ou Saint François méditant                                                | 1606                                          | Huile sur toile, 130 × 90 cm                                            | Museo Civico Ala Ponzone | Crémone                         |
|                 | Le Souper à Emmaüs (deuxième version)                                                                                  | 1606                                          | Huile sur toile, 141 × 175 cm                                           | Académie des beaux-arts de Brera | Milan                           |
|                 | Ecce Homo | 1605 - 1610 ?                                 | Huile sur toile, 111 × 86 cm                                            | Collection privée | Madrid                          |
|                 | Ecce Homo (attribution)                                                                                                | 1605 - 1606 (Papi, 2012)                      | Huile sur toile, 128 × 103 cm                                           | Palazzo Bianco | Gênes                           |
|                 | Portrait du pape Paul V (attribution)                                                                                  | 1605 - 1606                                   | Huile sur toile, 203 × 119 cm                                           | Galerie Borghèse | Rome                            |
|                 | Les Sept Œuvres de miséricorde                                                                                         | 1607                                          | Huile sur toile, 390 × 260 cm                                           | Pio Monte della Misericordia | Naples                          |
|                 | Le Christ à la colonne                                                                                                 | 1606 - 1607                                   | Huile sur toile, 134,5 × 175,5 cm                                       | Musée des Beaux-Arts | Rouen                           |
|                 | Salomé avec la tête de saint Jean-Baptiste (première version)                                                          | 1606 - 1607                                   | Huile sur toile, 91 × 106 cm                                            | National Gallery | Londres                         |
|                 | Le Crucifiement de saint André                                                                                         | 1606 - 1607                                   | Huile sur toile, 202 × 152 cm                                           | Cleveland Museum of Art | Cleveland                       |
|                 | David et Goliath | 1606 - 1607                                   | Huile sur toile, 125 cm × 101 cm                                        | Galerie Borghese | Rome                            |
|                 | Marie Madeleine en extase                                                                                              | 1606                                          | Huile sur toile, 106,5 cm × 91 cm                                       | Collection privée | Rome                            |
|                 | La Flagellation | 1607 (?)                                      | Huile sur toile, 286 × 213 cm                                           | Musée Capodimonte | Naples                          |
|                 | Portrait d'Alof de Wignacourt                                                                                          | 1607                                          | Huile sur toile, 195 × 134 cm                                           | Musée du Louvre | Paris                           |
|                 | Portrait d'Antonio Martelli                                                                                            | 1607 - 1608                                   | Huile sur toile, 118,5 × 95 cm                                          | Galerie Palatine, Palais Pitti | Florence                        |
|                 | Saint Jérôme écrivant (deuxième version)                                                                               | 1607 - 1608                                   | Huile sur toile, 117 × 157 cm                                           | Co-cathédrale Saint-Jean de La Valette | La Valette, Malte               |
|                 | Amour endormi | 1608                                          | Huile sur toile, 71 × 105 cm                                            | Galerie Palatine, Palais Pitti | Florence                        |
|                 | L'Arracheur de dents (attribution)                                                                                     | 1608 - 1610                                   | Huile sur toile, 139,5 × 194,5 cm                                       | Galerie Palatine, Palais Pitti | Florence                        |
|                 | L'Annonciation | 1608                                          | Huile sur toile, 285 × 205 cm                                           | Musée des Beaux-Arts | Nancy, France                   |
|                 | La Décollation de saint Jean-Baptiste                                                                                  | 1608 env.                                     | Huile sur toile, 361 × 520 cm                                           | Co-cathédrale Saint-Jean de La Valette | La Valette, Malte               |
|                 | L'Enterrement de sainte Lucie Vue partielle                                                                            | 1608                                          | Huile sur toile, 408 × 300 cm                                           | Église Santa Lucia al Sepolcro | Syracuse, Italie                |
|                 | La Résurrection de Lazare                                                                                              | 1609                                          | Huile sur toile, 380 × 275 cm                                           | Musée régional de Messine | Messine, Italie                 |
|                 | L'Adoration des bergers                                                                                                | 1609                                          | Huile sur toile, 314 × 211 cm                                           | Musée régional de Messine | Messine, Italie                 |
|                 | Salomé avec la tête de saint Jean-Baptiste (deuxième version) ( attribution. Puglisi 2007 no 84 )                      | 1609 - 1610                                   | Huile sur toile, 116 × 140 cm                                           | Palais royal de Madrid | Madrid                          |
|                 | Le Reniement de saint Pierre                                                                                           | 1609 - 1610 (Michel Hilaire, 2012)            | Huile sur toile, 94 × 125 cm                                            | Metropolitan Museum of Art | New York                        |
|                 | Saint Jean-Baptiste allongé (attribution, non mentionnée dans les sources utilisées pour cette liste)                  | 1610 env.                                     | Huile sur toile, 106 × 179,5 cm                                         | Collection privée | Munich                          |
|                 | Saint Jean-Baptiste (il existe 7 versions sur ce thème dont certaines sont contestées quant à leur attribution).       | 1609 - 1610                                   | Huile sur toile, 159 × 124 cm                                           | Galerie Borghèse | Rome, Italie                    |
|                 | Le Martyre de sainte Ursule                                                                                            | 1610                                          | Huile sur toile, 140,5 × 170,5 cm                                       | Palais Zevallos Stigliano | Naples                          |
|                 | Saint Jean-Baptiste à la fontaine (attribution) Collection Bonello, La Valette                                         | 1610                                          | Huile sur toile, 100 × 73 cm                                            | Trois versions : 1 : (Copie ? Original inachevé ?) Londres, collection particulière 2 : (attribution) Collection Bonello, La Valette, Malte 3 : (attribution) Collection particulière, Rome |                                 |
|                 | Portrait de vieillard (disparu durant la Seconde Guerre mondiale).                                                     | non daté                                      | Huile sur toile 58 x 44 cm                                              | Musée des Beaux-Arts | Orléans, France                 |
|                 | Saint Jean-Baptiste (attribution)                                                                                      | non daté                                      | Huile sur toile, 102,5 × 83 cm                                          | Öffentliche Kunstsammlung | Bâle                            |
|                 | Saint François d'Assise en prière (seules des copies subsistent)                                                       | non daté                                      | Huile sur pierre, 20 x 250 cm                                           | Musée des Augustins | Toulouse                        |

## Sources et références
1. Sybille Ebert-Schifferer (trad. de l'allemand), Caravage, Paris, Hazan, 2009, 319 p. (ISBN 978-2-7541-0399-2).
2. Catherine Puglisi, Caravage, Paris, Phaidon, 2007, 448 p. (ISBN 978-0-7148-9995-4). Première édition (en) 1998
3. Michel Hilaire et Axel Hémery (dir.), Corps et Ombres. Caravage et le caravagisme européen : Musée Cernuschi, Milan, éditions 5 Continents, 2012, 501 p. (ISBN 978-88-7439-569-9). Catalogue de l'exposition du Musée Fabre et du Musée des Augustins de Toulouse, été 2012. En particulier la partie consacrée à Caravage pages 45 – 99.
4. Fabio Scaletti (trad. D.-A. Canal), « Catalogue des œuvres originales », dans Claudio Strinati (dir.), Caravage, Editions Place des Victoires, 2015 (ISBN 978-2-8099-1314-9), p. 29-209.

- Voir liens externes